# Nell (Kwajalein)
Nell (auch: Neru-tō) ist eine Insel des Kwajalein-Atolls in der Ralik-Kette im ozeanischen Staat der Marshallinseln (RMI).

## Geographie
Das Motu liegt im südwestlichen Saum des Atolls zwischen Ennumet im Westen und Jiee im Osten. Der Riffsaum, der die Insel bildet schlängelt sich von Südwesten nach Nordosten. Die Insel ist an vielen Stellen so schmal, dass sie fast in drei Motu geteilt ist.
Im Westen schließt sich die Nell Passage an, die gesäumt ist von drei weiteren Inseln, die teilweise zum Inneren der Lagune hin versetzt sind: Bikennel, Eneruo und Ennumet, welche die Fortführung des Riffsaums darstellt.

## Klima
Das Klima ist tropisch heiß, wird jedoch von ständig wehenden Winden gemäßigt. Ebenso wie die anderen Orte der Kwajalein-Gruppe wird Nell gelegentlich von Zyklonen heimgesucht.